# Керуак (район)
Керуа́к (індонез. Keruak) — один з 20 районів округу Східний Ломбок провінції Західна Південно-Східна Нуса у складі Індонезії. Розташований у південній частині. Адміністративний центр — селище Танджунг-Луар.
Населення — 49090 осіб (2012; 48601 в 2011, 47901 в 2010, 47405 в 2009, 46776 в 2008).

## Адміністративний поділ
До складу району входять 1 селище та 6 сіл:
| Населений пунт          | Населення, осіб (2010) |
| ----------------------- | ---------------------- |
| Бату-Путік, село        | 4396                   |
| Керуак, село            | 7800                   |
| Піджот, село            | 6609                   |
| Селебунг-Кетангга, село | 7410                   |
| Сеньїур, село           | 3243                   |
| Сепіт, село             | 5805                   |
| Танджунг-Луар, селище   | 12638                  |